# بیتس‌دیرتیانوش
بِیتس‌دْیْرتْیانوش (به مجاری:  Bejcgyertyános) یک شهرداری در مجارستان است که در واش واقع شده‌است. بیتس‌دْیْرتیانوش ۳۱٫۴۳ کیلومتر مربع مساحت و ۵۱۴ نفر جمعیت دارد.